# キャベツ畑人形
キャベツ畑人形（キャベツばたけにんぎょう）またはキャベツ人形（キャベツにんぎょう）（英語: Cabbage Patch Kids）は、1982年にコレコ社によって初めて製造されたプラスチック製の頭部を持つ布製人形である。もともとキャベツ畑人形は妖精のソフト・スカルプチュア人形からインスパイアされたもので、ザビエル・ロバーツ（セイヴィア・ロバーツとの表記もある）がコレクターズ・アイテムとして販売したものが最初である。1982年にロジャー・シュライファーが世界的な独占ライセンスを取得した際に、ブランド名を「キャベツ畑人形」に改めた。
一体ごとに出生証明書と名前が用意され、表情や髪の色などの組み合わせにより、1つとして同じ顔の人形がないことも人気の理由になっていた。 
この人形のブランドは、3年連続で玩具業界のあらゆる売上記録を樹立したほか、1980年代に最も人気のあった子供向けライセンス製品のひとつであり、米国で最も長く続いている人形におけるフランチャイズのひとつとなっている。その他のキャベツ畑人形ブランド製品として、子供服、寝具、幼児服、レコード、ボードゲームなどがある。

## 歴史

### 創造と発展
裁判所の記録によれば、ノース・ジョージア州の宣教師学校に通っていたロバーツという21歳の美術大学生が、工芸作家のマーサ・ネルソン・トーマスの赤ちゃん人形を見出したことが発端となっている。この人形には、出生証明書と養子縁組の書類が付属していた。アーティストのデビー・ムーアヘッド（英: Debbie Moorehead）の助けを借りて、トーマスは「リトル・ピープル（英: The Little People）」と呼ばれる人形を手縫いしていた。ロバーツは、トーマスの人形の外見や出生証明書・養子縁組の書類を著作権を得るために十分に修正したうえで、潜在的顧客に対して、彼の「リトル・ピープル」は非売品であるけれど60ドルから1,000ドルの価格で「養子」にすることができると伝えていた。
リトル・ピープルは最初、美術工芸品の展示会で販売され、その後、ジョージア州クリーブランドにあるベビーランド総合病院（ロバーツと彼の友人から転身した従業員がおもちゃ屋に改装した古い診療所）で販売された。
ロバーツが成功の絶頂にあった1981年に、彼はアトランタのデザイナーでライセンスエージェントのロジャー・L・シュライファーから「リトル・ピープル」のライセンスについて相談を受けた。この時に、フィッシャープライスが「リトル・ピープル」の名前を所有していたため、「キャベツ畑人形」へと改名された。彼の目標は、史上初にして最大の大衆向け子供ブランドを築くことだった。潜在的な人形メーカーの興味を引くことで、彼が思い描くエンターテインメントと出版ビジネスを生み出すために、シュライファーは妻とともに『キャベツ畑人形の伝説（英: Legend of the Cabbage Patch Kids）』という本を書いた。特別なキャベツからキャベツ畑人形が生まれたことを読者に理解させるために、シュライファーは、ウサギの耳を使って飛び回り、魔法のクリスタルを使ってキャベツに受粉するハチのような生き物である「バニービー（英: BunnyBees）」を考案した。この時に、ロバーツが物語の登場人物になりたいと主張したため、シュライファーは彼を、滝の向こうにいたバニービーを追って魔法のキャベツ畑に入り、そこでキャベツ畑の赤ちゃんたちが生まれて置き去りになっているのを発見する、という好奇心旺盛な10歳の少年として創作した。悪女ラベンダー・マクデイド（英: Lavender McDade）とその仲間であるキャベツ・ジャック（英: Cabbage Jack）とボー・ウィーゼル（英: Beau Weasel）によって誘拐され、彼女らが運営する金鉱で働かされようとしていた赤ちゃんたちを救うために、ロバーツ少年は赤ちゃんたちを養子にして彼らの家で安全に育ててくれる愛情深い両親を見つけて救おうとした、というストーリーである。
1982年、有名な人形デザイナーであるジュディ・アルバートが率いるコレコ社のデザインチームは、業界初の試み、つまり、ロバーツのオリジナルにあった病的な肥満体ではなく、よりかわいい特徴、つまり、より柔らかい体に普通の幼児のプロポーションを持っている、唯一無二のプラスティック製ヘッドのキャベツ畑人形を考案した。この人形は18ドルから28ドルと比較的安価で、シュライファーがデザインし、中国のコレコ社の工場で生産されたパッケージで販売され、商業的に成功した。コレコは人形業界記録となる320万体の人形を出荷し、需要がありすぎて広告を中止するほどだった。1984年の人形の売上は、キャベツ畑人形ブランドの商品とともに、北米、ヨーロッパ、日本、オーストラリア、ニュージーランド全土で小売売上高で200億ドルに達した。
コレコ社の売上は1986年まで上昇を続けたが、シュライファーとロバーツがキャベツ畑人形と競合するヒルビリーベアのコレクション「ファースキンズベアー（英: Furskins Bears）」を発表したことで、過剰出荷となり、法廷闘争に敗れたと報じられている。1986年には8億ドルを超えていたコレコ社の売上は、1988年にはゼロになり、会社は倒産した。

### コレコ社時代
人形の名前をキャベツ畑人形に変えた後、シュライファーはアメリカ国内の大手人形メーカーすべてに連絡を取った。しかし、大半のメーカーは、人形の外見が大衆市場で売るにはあまりに不細工だとコメントして断った。しかし、当時、電子玩具で成功を収めていたことで有名だったコレコ社は、広告保証を含めてマスタートイ・ライセンス契約を結ぶことを売り込んだ。
1983年から1986年にかけてのピーク時には、この人形はクリスマス用の玩具として引っ張りだこだった。親たちが子供たちのために人形を手に入れようと争って「キャベツ畑暴動」という騒動が起こったほどである。後年、コレコ社はオリジナルのキャベツ畑人形のバリエーションを発表し、人形のオリジナルのバージョンの派生商品が販売され続けた。

### 国際的なバリエーション
1980年代にコレコ社が北米市場向けに人形を生産していた際に、彼らはパナマ、ヨーロッパ、オーストラリア、日本の他の人形メーカーがコレコ社の金型を使いたいとの申し出に対して技術支援を行った。

### ハズブロ社時代
ハズブロ社は1988年にコレコ社が連邦破産法第11章の適用を申請した後にキャベツ畑人形に関する権利を引き継ぎ、カズーを演奏する人形など様々なギミックを搭載した人形を作り続けた。キャベツ畑人形の名前で発売された人気のシリーズとしては「バースデー・キッズ（英: Birthday Kids）」、「スプラッシュン・タン・キッズ（英: Splash 'n' Tan Kids）」、「プリティ・クリンプ・アンド・カール（英: Pretty Crimp and Curl）」がある。ハズブロはキャベツ畑人形生誕10周年を記念して、シュライファーのオリジナルパッケージを販売した。（もっとも、これは他のキャベツ畑人形に携わった人形メーカーが、さまざまな記念日に売上を押し上げるために行っていることではあるが。）ハスブロ社は次第に低年齢向けの人形を作るようになり、人形はどんどん小さくなっていった。

### マテル社時代
1994年にマテル社はオリジナル・アパラチアン・アートワークス社（英: Original Appalachian Artworks）から人形のライセンス権を取得した。最初のキャベツ畑人形は1995年に店頭に並んだ。
マテル社のキャベツ畑人形は布製のボディに限らず、ポリ塩化ビニルで作られたものもあり、より耐久性のある人形となった。マテル社の人形はほとんどが14インチ（約35.5 cm）かそれ以下のサイズで、ほとんどのバージョンはコレクター性を高めるためのギミックで個性化されており、例えば、水遊びをしたり、泳いだり、食べ物を食べたり、歯を磨いたりする人形もあった。
マテル社のラインアップには、出生証明書付きのベーシックな布製人形の「キッズ」シリーズ、1996年アトランタオリンピックに合わせて作られた「オリンピキッズ（英: OlympiKids）」シリーズ、「キャベツ畑の妖精（英: Cabbage Patch Fairies）」シリーズなどがある。1997年1月、マテル社のフランチャイズが販売していた「スナックタイム・キッズ（英: Snacktime Kids）」人形が子供の髪や指を噛むという苦情がマテル社に多数寄せられたため、マテル社はこの商品を回収した。マテル社はさらに、15周年を記念して、顔型を再現した女性専用の人形のバージョンを作り、オリジナルのバージョンを彷彿とさせる再現ドレスを着せ、レトロ調の箱に入れて販売した。この商品の高さは16インチ（約40.6 cm）で、コレコ社の初代キャベツ畑人形と同じサイズだった。

### トイザらス・キッズ
2001年、マテル社の売上が伸び悩む中で、元コレコ社のマーケティング社員だったアル・カーン（英: Al Kahn）が「オリジナル・アパラチアン（英: Original Appalachian）」シリーズのライセンス権を取得し、小売業者トイザらスに20インチ（約50.8 cm）のキッズ人形と18インチ（約45.7 cm）のベビー人形を布製ボディとポリ塩化ビニル製ヘッドで製造することを売り込んだ。人形たちはキャベツの葉を模したダンボール製のシートに包まれていた。同年には、20インチ（約50.8 cm）の人形がタイムズスクエアのトイザらスの旗艦店でお披露目された。これは、キャベツ畑人形の生誕20周年を記念して作られたもので、オンラインと全米の店舗で販売された。しかしこの人形は高価で、ほとんどの幼児が遊ぶには扱いにくいと判断されたため、小売店での売上は長続きしなかった。

### プレイアロング時代
次にプレイアロング社がキャベツ畑人形シリーズの独占ライセンス権を獲得した。2003年には、シュライファーのオリジナル・パッケージを再び使用して、キャベツ畑人形生誕25周年記念コレクションを発売した。また、プレイアロングはアイスクリームメーカーであるカーベルと連携して、共同ブランド・キャンペーンを展開した。その結果、キャベツ畑人形は、カーベルブランドのアイスクリーム・コーンと一緒に梱包された。

### ジャックス・パシフィック時代
ジャックス・パシフィック社は2011年にプレイアロング社を買収してキャベツ畑人形のマスタートイ・ライセンスを取得した。ジャックス・パシフィックは、14インチ（約35.6 cm）のキャベツ畑人形のファッション性のあるシリーズとその他にもキャベツ畑人形に関する商品を発表した。2013年、ジャックス・パシフィックはキャベツ畑人形のライセンス生誕30周年を記念してセレブレーション・エディションを発売した。

### ウィックド・クール・トイ時代
現在キャベツ畑人形に関するマスタートイ・ライセンスを持っているのはアリゲニー社傘下のウィックド・クール・トイ社である。
ウィックド・クール・トイ社は、小さなコレクション人形である「リトル・スプラウト（英: Little Sprouts）」シリーズや、人形と触れ合うペットのぬいぐるみである「アダプティマルズ（英: Adoptimals）」などの新商品を発表した。

## キャベツ畑人形ブランド
1982年のコレコ・インダストリーズ（英: Coleco Industries）社とのキャベツ畑人形に関するライセンス契約の原型は、当時ロバーツが所属していたオリジナル・アパラチアン・アートワークス（英: Original Appalachian Artworks）の世界的独占ライセンサーであったシュライファー・ナンス＆カンパニー（英: Schlaifer Nance & Company、SN&C）社として事業展開していたロジャー・L・シュライファーによって交渉されたものである。
シュライファー・ナンス＆カンパニー社がコレコ・インダストリーズと契約した後、SN&C社は、コレコを含む150社以上のキャベツ畑人形に関するライセンスを持っていたメーカーが製造する事実上すべてのキャベツ畑人形ブランド製品の設計および品質管理を行った。その中には、初の子供用ライセンス・キャラクターである子供用おむつや低糖質シリアル、子供服、寝具、文房具製品、書籍、ビニールプール、その他何千もの子供用製品が含まれ、1984年だけで20億ドル以上の小売売上を記録した。シュライファーの6年間の在任期間中の総売上高は45億ドルを超えており、それ以降30年間のキャベツ畑人形の商品とエンターテインメントの総売上高の10倍以上である。シュライファー退任後は『エスクァイア』誌の1983年11月号でロバーツが自身の指揮のもとで成功すると主張したほどのインパクトを与えることはなかった。1980年代後半に人形やその他のライセンス商品の売上は急激に減少したが、人形は玩具業界の主力商品となり、歴史上数少ない老舗人形ブランドのひとつとなった。

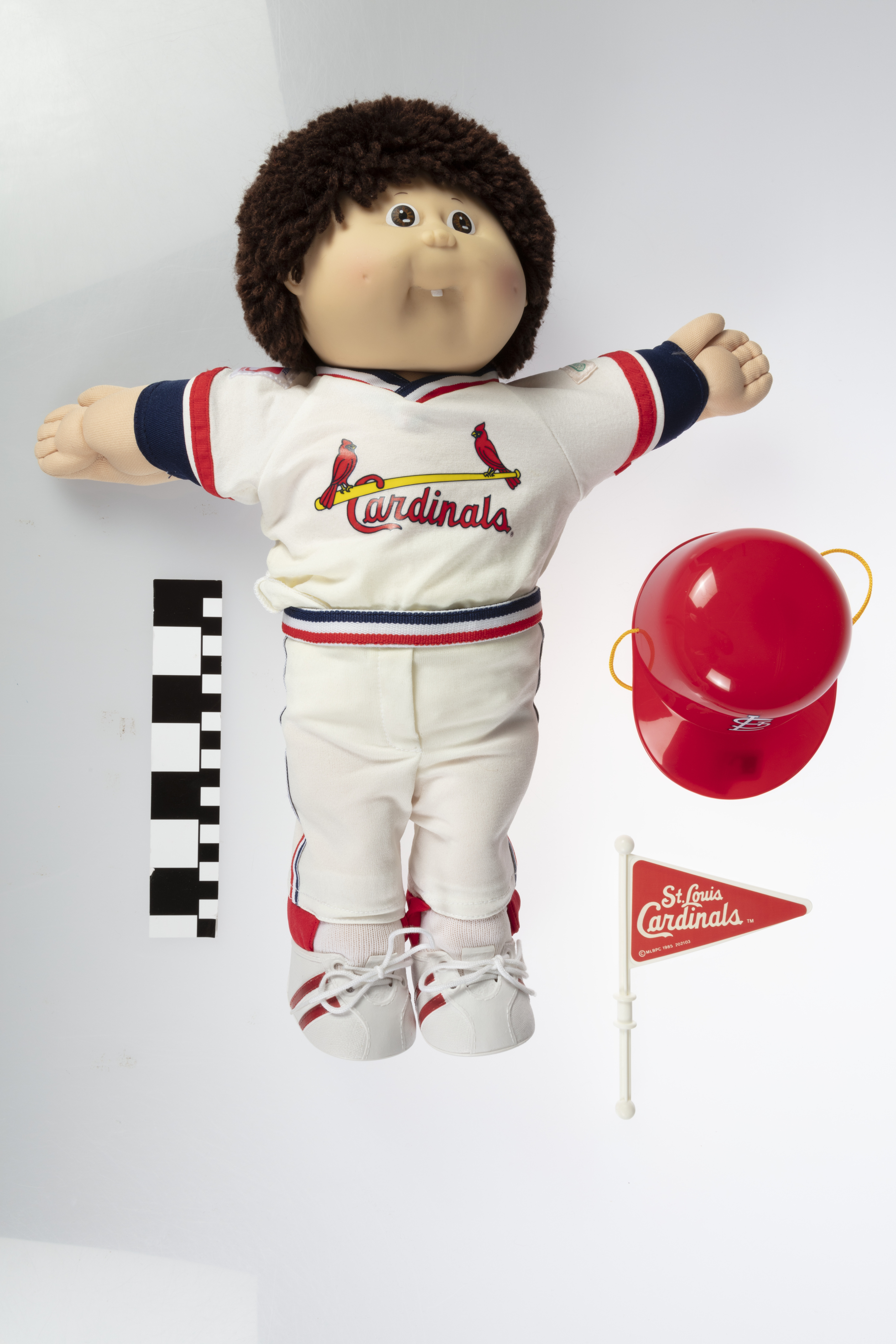
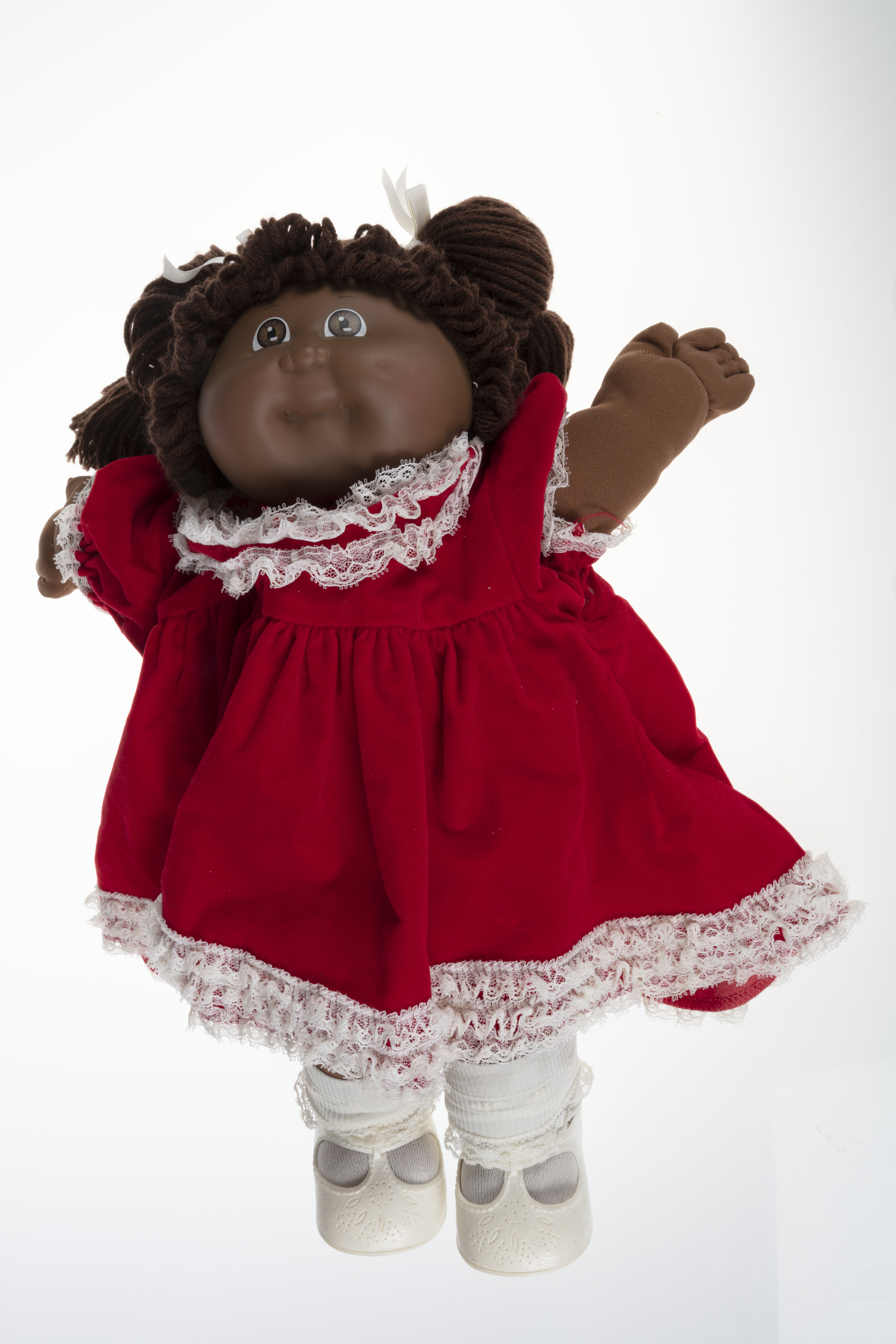

## 磁器製のキャベツ畑人形
これらの限定版の人形はアプローズギフト（英: Applause gifts）から購入でき、後にダンバリー・ミント社からのダイレクトメールで入手できた。胴体が硬い布製で、脚・腕・頭が磁器製である。

## おしゃべりキャベツ畑人形
おしゃべりキャベツ畑人形（英: Talking Cabbage Patch Kids）は、コレコが発表した最後のキャベツ畑人形のシリーズの一つである。音声チップ、タッチセンサー、マイク、他の人形と通信するための49 MHzの短距離AMトランシーバーが装備されていた。手のタッチセンサーは、おもちゃがいつ、どのように遊ばれているかを、おもちゃの発声に反応して検知することを可能にした。例えば、人形が「手を握って」と言った時に、どちらかの手のタッチセンサーが圧力を検知すると返事をする。また、人形が腹ばいになっているのか、仰向けになっているのか、あるいは逆さまになっているのかを把握するためのセンサーも付いていた。特別なプラスチック製の「飲む」コップには磁石が隠されており、玩具の頭部に組み込まれた口の上の小さなリードリレーで「飲む」のを確認することができる。さらに目覚ましい効果が、49 MHzのAMトランシーバーを通して、ある人形が別の人形の存在を検知したときに起こる。人形たちは、例えば「ここに一緒に遊ぶ人がいるみたい！」という短いフレーズで互いを「認識」していることを示し、その後、ある程度自然に聞こえる程度のランダム性をもって、「人形たち自身」の間で簡単な会話を始めるようにプログラムされていた。特に輪になって集まった時の合唱は印象的である。マイクを機能に組み込んだのは、周囲の雑音が一定レベル以上になると、検索を送らせて、同型の別の人形と通信するためだった。

## ベビーランド総合病院
ベビーランド総合病院は「リトル・ピープル」の「発祥の地」であり、ジョージア州クリーブランドにある。ロバーツは地元の友人たちの協力を得て、古い医院を雑貨店兼土産物屋兼「人形専門の病院」に改装し、そこでオリジナルの 「リトル・ピープル」を販売した。この施設は、キャベツ畑人形の産院、保育所、養子縁組センターとして紹介されている。テーマに沿って、従業員たちは医師や看護婦に扮し、人形を本物そっくりに世話した。ベビーランド総合病院は、2010年にジョージア州クリーブランド郊外の新しい施設に移転し、有料TVチャンネル「トラベル・チャンネル」が選ぶおもちゃのテーマパークのトップ10に選ばれている。

## 翻案

### キャベツ畑人形のはじめてのクリスマス
1984年12月7日にABCで初放送された『キャベツ畑人形のはじめてのクリスマス（英: The Cabbage Patch Kids' First Christmas）』は、ABCの番組制作担当副社長スクワイア・ラッシュネルの指揮の下、ルビー・スピアーズ・プロダクションズが制作し、ジョー・ラポソが音楽を担当した。この番組は、同時間帯でトップの視聴率を記録した。

#### キャスト
- ハル・スミス - Colonel Casey, Lumberjack
- トレス・マクニール - Lavender McDade, Bertha, Mrs. Clark
- アーサー・バーグハート - Cabbage Jack, Gus
- ニール・ロス - Beau Weasel, Fingers
- スパーキー・マーカス（英語版） - Xavier Roberts
- スコット・メンヴィル - Otis Lee
- ジョシュ・ロディネ（英: Josh Rodine） - Dawson Glen
- デヴィッド・メンデンホール（英語版） - Cousin Cannon Lee
- ペニナ・セガール（英: Penina Segall） - Sybil Sadie
- エボニー・スミス（英: Ebonie Smith） - Rachel Marie
- ジニ・ホルツマン（英: Gini Holtzman） - Jenny Clark
- ヴォーン・タイリー・ジェルクス（英: Vaughn Tyree Jelks） - Tyler Bo
- アン・マリー・マケボイ（英語版） - Paula Louise
- ピーター・カレン - ホテル従業員、警察官（クレジット無し）

他にも、1995年8月26日に Fox Kidsで『キャベツ畑人形：新しい友達（英: Cabbage Patch Kids: The New Kid）』が、ゴールドヒル・エンターテインメント制作のストップモーション・アニメーションのスペシャル番組枠で放送された。その後、1996年に『キャベツ畑人形：クラブハウス（英: Cabbage Patch Kids: The Club House）』、1997年に『キャベツ畑人形：オーディション（英: Cabbage Patch Kids: The Screen Test）』、1998年に『キャベツ畑人形：サタデーナイト（英: Cabbage Patch Kids: Saturday Night）』、1999年に『キャベツ畑人形：バーノンのクリスマス（英: Cabbage Patch Kids: Vernon's Christmas）の4本のストップモーション・アニメーションが放送された。
ロバーツは、ABCから土曜日の一時間番組としてキャベツ畑人形とファースキンズベアー（英: Furskins Bears）がコラボレーションした番組のオファーを受けたが断っている。

### ゲームソフト
1984年10月には、コナミから同社のMSXゲーム『わんぱくアスレチック』のキャラクターとステージデザインを差し換えたアレンジゲームが『キャベッジパッチキッズ』のタイトルでMSX用ソフトとして発売された。雑誌『MSXマガジン』によると、主人公であるキャベツ人形が太り気味であるため、ダイエットのために様々なアスレチックに挑戦するという筋書であるという。このゲームはコレコからもコレコビジョン版が発売された。

## 論争

### 訴訟
ザビエル・ロバーツは確かにリトル・ピープルの外観を考案したが、リトル・ピープルの特徴である人形の丸すぎる顔や、養子縁組証明書付きであることなどの多くは、ケンタッキー州出身のアメリカの民俗芸術家であるマーサ・ネルソン・トーマスが作ったものを受け継いでいる。ロバーツが玩具業界に入る前、トーマスは「ドール・ベイビーズ（英: Doll Babies）」と呼ばれる独自の人形シリーズを作り、地元のアートクラフト展やマーケットで販売していた。ロバーツは1976年にトーマスの人形を手に入れて、ジョージア州にある自分の店で販売して利益を得ようとした。その後、トーマスはロバーツに人形を追加販売することを止め、ロバーツは香港の製造会社にトーマスの人形に似た外見の人形を安価に大量生産するよう依頼した。トーマスはロバーツに対して訴訟を起こし、最終的に1985年に非公開の金額で和解した。彼女は夫のタッカー・トーマスとともに報道陣に、彼女はロバーツの行為によって失ったお金よりも、深く大切にしていた人形たちが汚されたことに動揺しているのだと語った。トーマスは2013年に62歳で亡くなったが、葬儀には家族や友人たちとともに、彼女が最も気に入っていた人形たちが参列した。
ロバーツの会社であるオリジナル・アパラチアン・アートワークス社（英: Original Appalachian Artworks）は後に、ガーベッジペイルキッズと呼ばれる彼の会社の人形をパロディにしたグロテスクなトレーディングカードを製造していたトップス社に対して、著作権侵害で3000万ドルの訴訟を起こした。7,000万ドル以上のカードを販売したトップス社は、オリジナル・アパラチアン・アートワークス社と実質的にライセンス料に相当する700万ドルで和解し、「ガーベッジペイルキッズ」カードの生産を継続する権利を保持した。
オリジナル・アパラチアン・アートワークス（OAA）社が「ファースキンズベアー（英: Furskins Bears）」のシリーズとしてキャベツ畑ベア（英: Cabbage Patch bear）を生産したことで、シュライファー・ナンス＆カンパニー（SN&C）社とのライセンス契約およびコレコ社の独占権を侵害したかどうかをめぐり、SN&C社と激しい法廷闘争を繰り広げた。ロバーツはSN&C社にトップス社との和解金の分け前を払わず、ABCテレビに土曜朝のテレビアニメ番組を許可しなかった。ロバーツはコレコ社との間で、シュライファーのキャベツ畑人形に関する契約の更新のために数千万ドルの裏取引を成立させ、SN&C社を相手取って共同訴訟を起こした。この訴訟は1988年に、OAA社とコレコ社がSN&C社に非公開の金額を支払うことで決着した。さらに、ロバーツがコレコ社との契約をまとめるまでOAA社の会長であったポーラ・オズボーン（英: Paula Osborne）は、OAA社の株主として受け取る権利のある分け前をめぐって訴訟を起こし、7桁の和解金を受け取った。SN&C社との和解から半年後、コレコ社は廃業した。

### 製品の安全性
マテル社のキャベツ畑人形のラインナップのひとつ、キャベツ畑人形「スナックタイム・キッズ」（英: Cabbage Patch Snacktime Kids）は、プラスチックのスナックを「食べる」ようにデザインされていた。これを可能にしたのが、プラスチック製の唇の後ろにある一方通行の滑らかな金属製ローラーだった。（食べられた）お菓子は人形の背中から出て、「魔法のように」リュックサックの中に現れる。リュックサックから手を離せば、このメカニズムは解除される。この人形は1996年のクリスマスには大人気の商品だった。1997年1月、米国消費者製品安全委員会は、子供が人形の口に指や髪を挟む事故が数件発生していることを報告し、コネティカット州の消費者保護委員であるマーク・シフリン（英: Mark Shiffrin）が安全性に関して警告を発したため、このシリーズはマテル社との合意に基づいて自主回収された。

## 年表
- 1977年: ザビエル・ロバーツがマーサ・ネルソン・トーマス（英語版）の「ドール・ベイビーズ（英: Doll Babies）」のコンセプトを取り入れる[24]。
- 1978年: ザビエル・ロバーツが設立したオリジナル・アパラチアン・アートワークス（OAA）社によって、最初の「リトル・ピープル・オリジナル（英: Little People Originals）」が販売される。
- 1981年: 『ニューズウィーク』、『ウォール・ストリート・ジャーナル』、『アトランタ・ウィークリー（英: Atlanta Weekly）』で、人形の人気ぶりが報道される。
- 1982年: OAA社はプレイド・エンタープライズ（英: Plaid Enterprises）社のライセンスを得て、「リトル・ピープル」の複製品を「リトル・ピープル・パル（英: Little People Pal）」として安価に製造する。このコンセプトは、コレコ社の「キャベツ畑人形」が発売されるとすぐに消滅した。
- 1982年: ロジャー・シュライファーは、OAA社が商品名を「キャベツ畑人形」に変更して、新しいデザインで主要な子供向けブランドを構築することを提案した。
- 1982年5月1日: OAA社はシュライファー・ナンス＆カンパニー（SN&C）社と「リトル・ピープル」を「キャベツ畑人形」としてライセンスする全世界での独占契約を締結し、シュライファーと月単位での契約を結ぶ。
- 1982年8月9日: SN&C社は、コレコ・インダストリーズ社とマスター・トイ・ライセンシーとして長期ライセンス契約を締結し、人形やその他のキャベツ畑人形ブランドの玩具を製造する全世界での権利を与えた。
- 1982年: コレコ・インダストリーズ社がキャベツ畑人形の最初の試作品を製作し、ザビエル・ロバーツによって生産が承認される
- 1983年: ニューヨークの国際玩具見本市（英語版）でキャベツ畑人形が大々的に紹介される。10月までに、キャベツ畑暴動が店頭で勃発し、アメリカ中の新聞漫画に取り上げられた。
- 1983年12月: 少女の腕に抱かれたキャベツ畑人形の写真が『ニューズウィーク』誌の表紙を飾り、ジョニー・カーソンが司会を務める番組内では定期的にジョークの題材にされた。
- 1984年: 玩具から子供服に至るまで、キャベツ畑人形のブランド商品の売上は、子供向け商品として20億ドルという記録を打ち立てた。チェイピン・ブラザーズ（英: Chapin Brothers）がパーカー・ブラザーズの音楽部門のために制作した「キャベツ畑の夢（英語版）」というタイトルのキャベツ畑人形のレコードはアメリカレコード協会におけるプラチナヒット（100万枚以上）の売上を記録し、パーカー出版（英: Parker Publishing）が出版したキャベツ畑人形の本のシリーズはベストセラーとなった。「キャベツ畑人形の公園での冒険（英語版）」というテレビゲームが発売された。
- 1985年: キャベツ畑人形ブランドの低糖質の朝食用シリアルが発売され、子供達に健康的な食品を食べさせようという理想主義的な試みだったが、1万ドル相当のシリアルを販売した後に、生産を中止した。キャラクターが描かれた子供用おむつが発売された。有名作曲家ジョー・ラポソ（英語版）が音楽を担当したABCのアニメのスペシャル番組『キャベツ畑人形のはじめてのクリスマス（英: The Cabbage Patch Kids' First Christmas）』が、同時間帯で1位を獲得した。
- 1986年: おしゃべりキャベツ畑人形（英: Talking Cabbage Patch Kids）が発売される。OAA社が、「ファースキンズベアー（英: Furskins Bears）」のシリーズとしてキャベツ畑ベア（英: Cabbage Patch bear）を大量に生産したことで、シュライファー・ナンス＆カンパニー社を提訴する。
- 1988社: コレコ・インダストリーズ社は破産を申請したが、ハズブロ・インダストリーズ社にライセンス権が与えられ、人形は作られ続ける。人気はあったが、以前のような人気を取り戻すことはなかった。
- 1992年: キャベツ畑人形は1996年アトランタオリンピックの米国チームの公式マスコットに任命され、チームのメンバーには試合会場に持っていくための各々の人形が配られた。
- 1996年: キャベツ畑人形「スナックタイム・キッズ」（英: Cabbage Patch Snacktime Kids）が発売される。
- 1999年: キャベツ畑人形が、米国の1980年代を代表する15枚の記念切手のひとつに選ばれた[32]。
- 2008年: アメリカ合衆国大統領選挙において民主党と共和党がそれぞれのキャベツ畑人形を広告塔として使用した。バラク・オバマは青いスーツで表現され、ジョン・マケインは白髪のスーツ姿で、ジョー・バイデンもまた髪を整えたスーツ姿で表現された。サラ・ペイリンはトレードマークのスーツにスカート、ハイヒールのパンプスと特徴的な髪型と眼鏡で表現された[33]。
- 2023年: キャベツ畑人形がストロング国立遊びの博物館（英語版）においておもちゃの殿堂入り（英語版）を果たした[34]。

## パロディ
1985年、トップスという企業より、本作のパロディ作品として『ガーベッジペイルキッズ』というトレーディングカードゲームが発売された。同作はグロテスクさや下品さ、および痛々しさを前面に押し出したデザインを特徴としており、ニュースサイト「Game*Spark」のRIKUSYOは「いかにも親が嫌がりそうなデザイン」だと述べている。こちらは1987年に『ダーティ・キッズ ぶきみくん』という邦題で映画化されたほか、『ガーベッジペイルキッズ』という題名でテレビ番組化された。また、2022年10月26日には"Garbage Pail Kids: Mad Mike and the Quest for Stale Gum"という題名のコンピュータゲームも発売された。